# انده (میرجاوه)
انده، روستایی در دهستان انده بخش مرکزی شهرستان میرجاوه استان سیستان و بلوچستان ایران است. این روستا، مرکز دهستان انده است.

## جمعیت
بر پایه سرشماری عمومی نفوس و مسکن در سال ۱۳۹۵، جمعیت این روستا برابر با ۳۲۶ نفر (۸۱ خانوار) بوده‌است.